# Heráldica eclesiástica

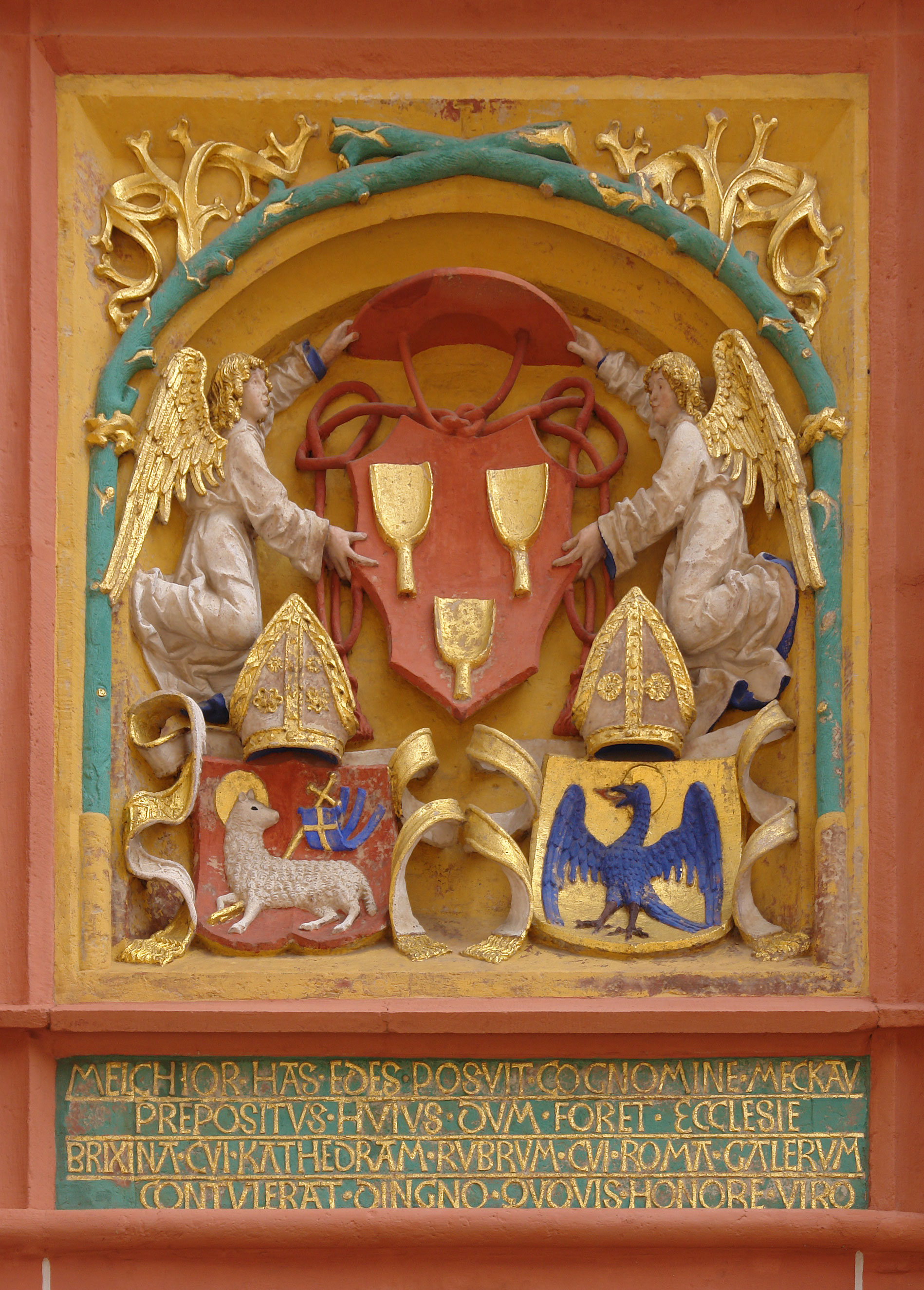
Ejemplo de heráldica eclesiástica alemana (1497-1503).

Como toda heráldica, la heráldica eclesiástica es la rama científica y artística del estudio y el diseño de los blasones. En este caso, el específicamente utilizado en el ámbito eclesíastico.
Aunque generalmente las normas que rigen el diseño de los blasones son las mismas que las referidas a la heráldica general, la eclesiástica tiene sus variaciones específicas -tanto en el campo de los escudos como sobre todo en sus ornamentos exteriores-, las cuales se rigen por su propia tipología y se someten a los cánones y disposiciones de las propias Iglesias.
Las reglas de composición de escudos eclesiásticos generalmente tienen una base patrimonial común. Dicha base fundamenta todas las variantes heráldicas en el cristianismo, aunque se puedan distinguir elementos propios y distintivos dentro de la Iglesia católica, la Iglesia ortodoxa, la Iglesia anglicana y otras Iglesias protestantes. El derecho a una heráldica propiamente eclesiástica tiene su fundamento en que la Iglesia (en cualquiera de sus ramas) posee una constitución jerárquica. Esta característica marca, pues, la diferencia con la heráldica general, porque no se trata ya (como sucedía con aquellos miembros de la nobleza), del ejercicio de la profesión de las armas ni del nacimiento en una determinada familia, sino que lo que dará el derecho a usar un escudo eclesiástico es el estado de la persona dentro de la jerarquía. Dicho estado se basa en el ejercicio de cargos eclesiásticos y en el carácter de algún tipo de consagración (ordenación si se trata de sacerdotes y obispos, la profesión para los religiosos, la bendición abacial para los abades, o el uso litúrgico pontificio para algunos templos), dentro de la misma comunidad eclesial. De esta manera, el lugar social en el que alguien nace no juega aquí ningún papel decisivo.

## Iglesia católica

Modelo de escudo de cardenal, indicado por el capelo con quince borlas dispuestas en cinco órdenes a cada lado, todo de gules (el lema y las armas son propias de cada cardenal, así como el báculo con una o dos cruces según este sea obispo o arzobispo).

Pío X reguló definitivamente, mediante el motu proprio Inter multiplices cura del 21 de febrero de 1905, los colores y el número de borlas del capelo que correspondían a cada grado dentro de la jerarquía.
- Cardenal (rojo con 2 x 15 borlas rojas - 1, 2, 3, 4, 5)
- Patriarca, primado (verde con 2 x 15 borlas verdes - 1, 2, 3, 4, 5)
- Arzobispo (verde con 2 x 10 borlas verdes - 1, 2, 3, 4)
- Obispo, abad mitrado, prelado territorial (verde con 2 x 6 borlas verdes - 1, 2, 3)
- Prelado "di Fiocchetto", de la Cámara Apostólica (púrpura con 2 x 10 borlas rojas - 1, 2, 3, 4)
- Protonotario apostólico (púrpura con 2 x 6 borlas rojas - 1, 2, 3)
- Prelado de Honor de Su Santidad, prelado doméstico de Su Santidad, capellán conventual del S.M.O.M. (púrpura con 2 x 6 borlas púrpuras - 1, 2, 3)
- Capellán de Su Santidad, canónigo de basílica mayor (negro con 2 x 6 borlas púrpuras - 1, 2, 3)
- Vicario general, vicario episcopal, prior mitrado, abad, superior mayor de orden religiosa, protonotario apostólico honorario, deán (negro con 2 x 6 borlas negras - 1, 2, 3)
- Canónigo, prior (negro con 2 x 3 borlas negras - 1, 2)
- Arcipreste, vicario foráneo, superior menor de orden religiosa (negro con 2 x 2 borlas negras - 1, 1)
- Presbítero (negro con 2 x 1 borla negra - 1)
- Diácono (negro sin borlas)

| Cardenal | Patriarca o primado | Arzobispo | Obispo o prelado territorial | Abad mitrado | Prelado "di Fiocchetto" de la Cámara Apóstolica | Protonotario apostólico | Prelado de Honor de Su Santidad | Capellán de Su Santidad | Archiabad | Abad | Vicario general, vicario episcopal, superior mayor, protonotario apostólico honorario o deán | Canónigo o prior | Arcipreste o vicario foráneo | Presbítero | Diácono |
| -------- | ------------------- | --------- | ---------------------------- | ------------ | ----------------------------------------------- | ----------------------- | ------------------------------- | ----------------------- | --------- | ---- | -------------------------------------------------------------------------------------------- | ---------------- | ---------------------------- | ---------- | ------- |
|          |                     |           |                              |              |                                                 |                         |                                 |                         |           |      |                                                                                              |                  |                              |            |         |
|          |                     |           |                              |              |                                                 |                         |                                 |                         |           |      |                                                                                              |                  |                              |            |         |
|          |                     |           |                              |              |                                                 |                         |                                 |                         |           |      |                                                                                              |                  |                              |            |         |
|          |                     |           |                              |              |                                                 |                         |                                 |                         |           |      |                                                                                              |                  |                              |            |         |
|          |                     |           |                              |              |                                                 |                         |                                 |                         |           |      |                                                                                              |                  |                              |            |         |
|          |                     |           |                              |              |                                                 |                         |                                 |                         |           |      |                                                                                              |                  |                              |            |         |

Los superiores de los premonstratenses sustituyen el color negro por el blanco.
En 1969, Pablo VI eliminó del escudo de los obispos y cardenales el uso de la mitra y el báculo mediante el decreto Ut sive sollicite.
Los presbíteros y diáconos, por lo general, no utilizan escudo de armas, salvo que lo utilicen por otras razones (por ejemplo, la pertenencia a una familia con títulos nobiliarios); en esos casos, deberán timbrar su escudo con el capelo correspondiente.
En sentido general, las mismas leyes que rigen la heráldica general o secular, son válidas para su rama eclesiástica, si bien, existen variantes y excepciones muy importantes en cuanto al uso y sobreposición de metales y colores heráldicos y por supuesto en los ornamentos exteriores de los escudos, que fueron ampliamente descritos en sus distintas obras por monseñor Bruno Bernard Heim, arzobispo católico al Servicio Diplomático de la Sede Apostólica, quien ha sido considerado como uno de los mejores exponentes de la heráldica eclesiástica en el siglo XX.